# Jordi Sarsanedas i Vives
Jordi Sarsanedas i Vives (Barcelona, 3 de setembre de 1924 - 16 de novembre de 2006) fou un poeta, prosista i activista cultural català.

## Biografia
Fill de Ramon Sarsanedas i de Rosa Vives i Puig, i germà de l'editor Octavi Sarsanedas, es va llicenciar en lletres a la Universitat de Tolosa (Llenguadoc), va exercir de professor de llengua i de literatura franceses a Barcelona, va fer un lectorat a Glasgow a final dels quaranta, i entre el 1958 i el 1961 va viure a Milà.
Va començar publicant poesia, A trenc de sorra (1948), però l'èxit més notable d'aquells primers anys va ser el recull de narracions Mites (1954) i, l'any següent, del poemari La Rambla de les flors. De Mites, Sarsanedas n'havia dit: "La publicació d'aquest llibre va fer un cert efecte, perquè representava una escriptura lliure, llavors innovadora". I de La Rambla de les flors: "Per a mi representava, clarament, una opció per la modernitat a la meva manera i una resposta al noucentisme". L'autor també va publicar les novel·les Contra la nit d'Oboixangó (1953), El martell (1956) i La noia a la sorra (1981).
El 1991 va ingressar a la Secció Filològica de l'Institut d'Estudis Catalans i el 1994 fou distingit amb el Premi d'Honor de les Lletres Catalanes per la seva trajectòria literària i cultural. Sarsanedas fou redactor en cap de Serra d'Or (1963-1989), membre del Grup dels Vuit (1946-1947) amb Albert Ràfols-Casamada i Maria Girona, redactor de la revista Ariel (1947-1951), membre fundador i un dels directors de l'Agrupació Dramàtica de Barcelona (1955-1963), col·laborador de la discogràfica Edigsa, president del Centre Català del PEN Club (1983-2004), degà de la Institució de les Lletres Catalanes (1988-1999) i president de l'Ateneu Barcelonès (1997-2003).
L'escriptor deia sovint que el compromís amb la cultura li havia robat temps d'escriure. De fet, a partir del 1999, Sarsanedas obre una etapa nova, amb la publicació del poemari Cor meu, el món. I el 2005, dedicat completament a escriure, és un any prolífic i excepcional per a l'escriptor, amb l'aparició del llibre de poemes Silencis, respostes, variacions (Proa) i el llibre de contes Una discreta venjança (Ed. 62), pel qual és guardonat amb el premi Ciutat de Barcelona.
El Fons Jordi Sarsanedas es conserva a la Biblioteca de Catalunya.

## Llibres publicats

### Poesia
- A trenc de sorra (1948)
- La Rambla de les Flors (1955)
- Algunes preguntes, algunes respostes (1956)
- Postals d'Itàlia (1965)
- Fins a un cert punt (Poesia 1945-1989) (1989)
- Cor meu, el món (1999)
- L'enlluernament, al cap del carrer (2001)
- Com una tornada, sí (2003)
- Silenci, respostes, variacions (2005)
- Color de pluja (2014) [publicació pòstuma d'un conjunt de haikus indèdits]

### Narrativa
- Mites (1954)
- Plou i fa sol (1959)
- El balcó (1969)
- Un diumenge a Clarena i altres narracions (1981)
- El triangle de les set punxes: històries d'horror (1990)
- De Famagusta a Antofagasta (1994)
- Contes (1947-1969) (1994)
- Una discreta venjança (2005)

### Novel·la
- Contra la nit d'Oboixangó (1953)
- El martell (1956)
- La noia a la sorra (1981)

### Infantil
- L'Eduard el mariner i el país de sota l'aigua (1976)
- Un bigoti i en Joan (1989)
- La derrota del caçador blanc i altres contes (1995)
- Els oficis (-)

### Estudis literaris
- Cita de narradors (amb altres autors) (1976)

### Descripció i viatges
- Montserrat, pedra i homes (1967)
- Paraules per a unes imatges (2004)

## Sobre la seva obra
- Sobre Jordi Sarsanedas (1997)
- Francesco Ardolino, La solitud de la paraula. Estudi sobre l'obra narrativa de Jordi Sarsanedas (2004)

## Premis

### Premis literaris
- 1953 - Premi Víctor Català per Mites
- 1954 - Premi Óssa menor per La Rambla de les Flors
- 1956 - Premi Joan Santamaria per Plou i fa sol
- 1957 - Premi Josep Yxart per Cita de narradors
- 1962 - Premi Pinya de Rosa per Alguna gent
- 1970 - Premi Crítica Serra d'Or de contes per El balcó
- 1977 - Premi Crítica Serra d'Or de Literatura Infantil i Juvenil per L'Eduard el mariner i el país de sota l'aigua
- 1980 - Premi Josep Pla de narrativa per La noia a la sorra
- 1990 - Premi Lletra d'Or per Fins a un cert punt
- 1990 - Premi Crítica Serra d'Or de Literatura Infantil i Juvenil per Un bigoti i en Joan
- 1990 - Premi Crítica Serra d'Or de poesia per Fins a un cert punt : poesia (1945-1989)
- 1995 - Premi Crítica Serra d'Or de narració per De Famagusta a Antofagasta
- 1999 - Premi de la Crítica de poesia catalana per Cor meu, el món
- 2002 - Premi Crítica Serra d'Or de poesia per L'enlluernament, el cap del carrer
- 2006 - Premi Ciutat de Barcelona de narrativa per Una discreta venjança

### Honors
- 1983 - Creu de Sant Jordi
- 1983 - Chevalier de l'Ordre des Arts et des Lettres del Govern Francès
- 1984 - Premi Jaume I d'Actuació Cívica Catalana
- 1991 - Membre numerari de l'Institut d'Estudis Catalans
- 1994 - Premi d'Honor de les Lletres Catalanes